# Duiquer de llom groc
El duiquer de llom groc (Cephalophus silvicultor) és un antílop que viu al centre i l'oest d'Àfrica. És el duiquer amb la distribució geogràfica més àmplia. Els duiquers de llom groc assoleixen una llargada de 115 i 145 cm, amb una alçada d'uns 80 centímetres a l'espatlla. Pesen uns 80 quilograms. El seu pelatge va del marró fosc al negre, amb una ratlla groga al llom que els dona nom. Viuen en selves pluvials espesses i obertes, on s'alimenten de llavors, fruits, herbes, fongs i fulles.